# Accord de Bonn
Ne doit pas être confondu avec Accords de Bonn (Afghanistan) ou Accords de Bonn (1952).
L’Accord de Bonn est le nom d'un accord inter-ecclésial passé en 1931 entre la Conférence internationale des évêques vieux-catholiques (en) de l'Union d'Utrecht et les Églises de la communion Anglicane, consacrant une intercommunion qui se fonde sur la reconnaissance réciproque de la catholicité et de l'indépendance organique et spirituelle de chacune des communions. 

## Contexte
L'Église vieille-catholique existe depuis 1723, issue d'une rupture schismatique de l'évêché d'Utrecht quand Rome dépose le vicaire apostolique Petrus Codde accusé de jansénisme. La rupture s'accentue avec le rétablissement d'un évêché catholique romain en 1851, le refus du dogme de l'Immaculée conception en 1854 puis du Syllabus de Pie IX en 1864.
Au sortir de Vatican I, en 1870, une partie des catholiques – particulièrement issue des pays germaniques (Allemagne, Autriche, Suisse) – refusent certaines décisions du concile, récusant particulièrement le dogme nouveau de l'infaillibilité pontificale et la juridiction universelle du pontife romain. Ils font dissidence avec Rome puis formalisent la sécession avec l'Église catholique romaine en 1889, se regroupant autour de la Conférence internationale des évêques vieux-catholiques qui souscrivent à la Déclaration d'Utrecht. 
Du côté anglican, le prélat Christopher Wordsworth et surtout l'homme politique William Ewart Gladstone - qui ne cache pas ses sympathies pour les réformateurs catholiques groupés autour du prêtre et théologien allemand Ignaz von Döllinger – œuvrent au rapprochement de ces communautés catholiques séparées de Rome. La portée anti-sociale du Syllabus puis les décisions vaticanes vers un renforcement de la juridiction universelle ont pour effet de rapprocher anglicans et vieux-catholiques contre le « Vaticanisme ».
Le processus n'est pas sans difficultés malgré l'investissement et les efforts de personnalités comme le prêtre et théologien vieux-catholique suisse Édouard Herzog (en) dans le sens du rapprochement ; en effet, les résultats visent à concrétiser un accord avec l'entièreté de la confession Anglicane et non avec des fractions de celle-ci. Du côté vieux-catholique, c'est notamment la reconnaissance de la validité des ordres anglicans qui pose un problème, particulièrement du côté hollandais.

## L'accord
Cependant, en 1908, la Société Saint Willibrord (en) – nommée d'après Willibrord d'Utrecht – est créée dans le but d’œuvrer au rapprochement des deux Églises en établissant un climat de confiance et de sympathie réciproque. Le processus bénéficie de l'essor œcuménique qui apparait après la Première Guerre mondiale et une commission est mise en place sous la houlette de l'évêque vieux-catholique d'Utrecht Franciscus Kenninck (en) afin de résoudre le problème de la reconnaissance de la validité des ordinations anglicanes.
En 1925, la commission émet un avis favorable auquel souscrivent les vieux-catholiques Hollandais dans leur ensemble, qui rejoignent ainsi les Églises allemandes et les suisses, levant de la sorte le plus important obstacle au rapprochement. Quelques semaines plus tard, réunie à Berne, la Conférence épiscopale vieille-catholique — organe de rassemblement des églises de l'Union d'Utrecht mais sans pouvoir ecclésiastique — exprime officiellement le vœu de voir « l'avènement d'une étroite communion avec l'Église d'Angleterre et les Églises qui en sont issues, sur un terrain vraiment catholique ».
En 1931, réunis à Bonn, les représentants des deux communions arrivent rapidement à un accord formulé le 2 juillet 1931 dans des conclusions qui prennent le nom d'Accord de Bonn.
Le 7 septembre 1931 la Conférence des évêques vieux-catholiques annonce les résolutions suivantes, brièvement formulées :
1. La Conférence des évêques vieux-catholiques de l'Union d'Utrecht, réunie à Vienne, le 7 septembre 1931, accepte l'intercommunion des Églises vieilles-catholiques avec la Communion anglicane, la validité des ordres anglicans ayant été reconnue.
2. L'intercommunion consiste dans l'admission réciproque des membres des deux Communions ecclésiastiques aux sacrements.
3. L'intercommunion n'exige d'aucune des deux Communions ecclésiastiques l'adoption de toutes les opinions doctrinales, de toutes les formes de piété sacramentelle ou de toutes les pratiques liturgiques propres à l'autre, mais elle implique que chacune croit que l'autre persévère dans tout ce qui est essentiel à la foi chrétienne.
Le texte – soumis à l'approbation des autorités compétentes de chacune des deux communions – marque la reconnaissance réciproque de la catholicité et de l'indépendance organique et spirituelle de chacune des communions et privilégie ainsi l'approche de l'intercommunion à celle d'une union formelle. L'accord constate l'accord des deux communions sur les points essentiels de la doctrine et de l'institution de l'Église qui permet la reconnaissance d'une commune réalité et volonté catholique et apostolique, tout en empêchant un alignement doctrinale complet, certaines divergences existant encore dans les domaines de l'interprétation et de la pratique.